# Gregorio Hernández de Velasco
Gregorio Hernández de Velasco (Toledo, 1525 – 1586) è stato un umanista, traduttore e presbitero spagnolo.

## Biografia
Dottore in teologia, è ricordato soprattutto per le sue traduzioni dal latino in castigliano. Tradusse il De partu Virginis di Sannazaro, l' Eneide virgiliana (in due versioni, entrambe in versi e ancora oggi molto popolari in Spagna) e il Supplementum Aeneidos di Maffeo Vegio. Morì forse nel 1586, ma secondo alcuni sarebbe deceduto almeno dieci anni prima.